# Willem van Hanegem
Willem "Wim" van Hanegem, född 20 februari 1944 i Breskens, Nederländerna, är en nederländsk före detta fotbollsspelare och fotbollstränare.
Van Hanegem var känd som en taktiskt skicklig mittfältare med fina passningar i Feyenoord och holländska landslaget, med vilka han firade stora framgångar under 1970-talet. Han blev nederländsk ligamästare med Feyenoord 1969 och året därpå var han med om att föra klubben till seger i Europacupen. Det blev ytterligare två ligasegrar med Feyenoord, 1971 och 1974, samt två nederländska cupvinster, 1969 och 1978. 1974 gjorde han ett mål i UEFA-cupfinalen, där Feyenoord besegrade Tottenham. Van Hanegem lämnade klubben 1976 för spel i AZ'67, där han stannade i tre säsonger innan han flyttade till den nordamerikanska ligan och Chicago Sting. Han kom dock snabbt tillbaka till hemlandet och spelade i FC Utrecht 1979–1981, innan han avslutade spelarkarriären med ytterligare två säsonger i Feyenoord.
Van Hanegem gjorde landslagsdebut mot Skottland den 30 maj 1968 och kom att spela 52 landskamper och göra sex mål. Den största framgången med landslaget var finalplatsen i VM i Västtyskland 1974. Han var även med i EM 1976, där han blev utvisad i semifinalen mot Tjeckoslovakien. Van Hanegem spelade sin sista landskamp mot Belgien 1979.
Efter spelarkarriären har van Hanegem varit tränare i olika klubbar. Under 1980-talet var han assisterande tränare i först Feyenoord och sedan Utrecht, innan han 1992 tog över som huvudtränare i Feyenoord. Som tränare i Feyenoord blev han nederländsk ligamästare 1993 samt holländsk cupmästare 1994 och 1995. Han har även tränat AZ Alkmaar (1997–1999) och Sparta Rotterdam (2001) samt varit assisterande förbundskapten i nederländska landslaget (2002–2004).